# Бажаное Второе
Бажаное Второе (укр. Бажане Друге; до 2024 года — Желанное Второе, укр. Желанне Друге) — село на Украине, находится в Покровском районе Донецкой области. 5 октября 2024 года ВС РФ сообщили о взятии села.  
Код КОАТУУ — 1423383003. Население по переписи 2001 года составляет 240 человек. Почтовый индекс — 85621. Телефонный код — 6278.

## Местный совет
Село относится к Зорянскому сельскому совету.
Адрес сельского совета: 85621, Донецкая область, Марьинский р-н, с. Зоряное, ул. Мира, 1.[обновить данные]